# Genres littéraires Betsileo
L'éthnie malgache des Betsileos possède ses propres genres littéraires à majorité orale.
L'un des écrivains principaux qui a contribué de façon significative à mettre cette littérature par écrit est Lucien Xavier Michel-Andrianarahinjaka,,.

## L'isa

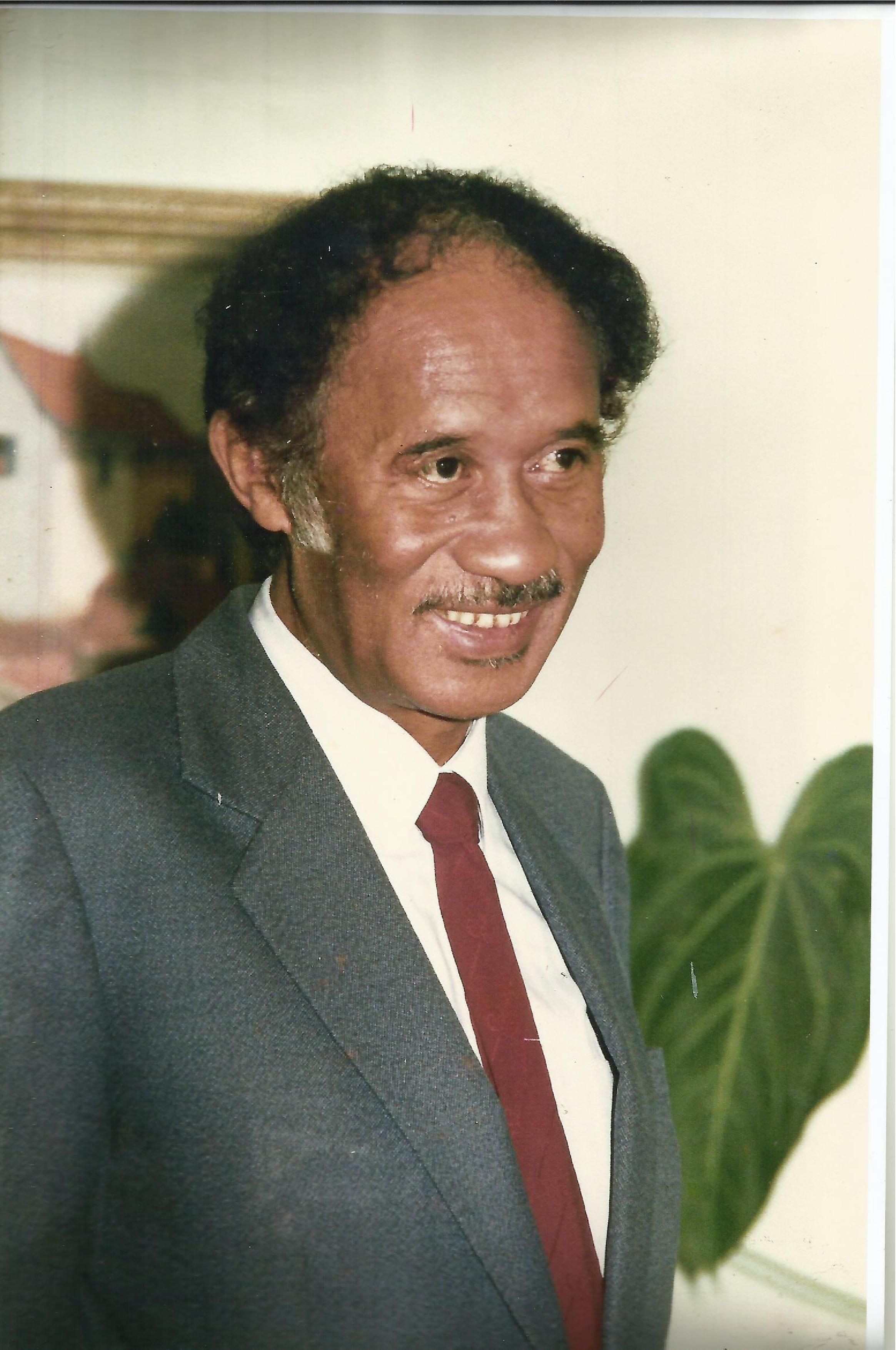
Photo de Lucien Xavier Michel-Andrianarahinjaka.

Le terme Betsileo Isa, est employé pour dénommer une classe de productions littéraires déterminée. Il signifie « chant, chanson », et est l'équivalent du classique hira malgache. Les textes d’isa considérés en eux-mêmes, en tant que textes, sont souvent dénommés  tonon'isa « paroles de chant », expression qui se trouve être l’équivalent en malgache classique du tononkira ou tononkalo « paroles de chant, paroles de chansons », mot composé d’ailleurs formé suivant le même schéma, et qui démontre une identité profonde dans la manière de voir les rapports entre « chant » et « paroles ». Notons au passage que ce sont ces deux dernières expressions, tononkira et tononkalo, que le vocabulaire critique moderne a retenues pour exprimer les notions de « poésie » et de « poème ».

## Le rija ou horija
La dénomination du genre rija, appelé aussi horija, est connue dans tout le Betsileo, mais aucun élément ne permet d’en établir la signification ou l’étymologie. Le rija est incontestablement le genre isa le plus répandu, le plus universellement pratiqué  à travers le pays betsileo, en somme le genre le plus populaire à l’époque présente. C’est sans doute une des raisons pour lesquelles les auteurs betsileo qui en parlent le font de manière tout à fait laconique.
Caractérisant le genre, le R.P. Dubois écrit : « Les rija sont des cantilènes d’inspiration courte, sur un thème d’actualité : louange d’une personne, de ton plus ou moins lyrique, ou bien  plus ou moins satirique ». Rainihifina n’évoque ce genre qu’à propos du genre kitaridaolao, pour dire : « C’est le kitaridaolao qui a donné naissance par la suite au horija ou rija en changeant légèrement de forme ». Ranaivozanany n’est pas moins bref ; parlant de notre genre, il déclare : « C’est un chant debout. Ce sont les jeunes non parvenus à maturité qui le pratiquent ».

## Le sasy
Le  mot sasy signifie en betsileo « prélude, préambule ». Il se retrouve en  malgache officiel avec les significations suivantes : « paroles adroitement disposées, prélude, préface, allusion, moquerie fine ».
Il ne semble pas que le betsileo connaisse les significations et en soi, le radical sasy signifie donc en betsileo « prélude, préambule », autrement  dit désigne d’une manière générale toutes activités, paroles, gestes et autres, accomplis avant l’activité principale attendue. Il est alors lexicalisé souvent sous la forme sasiny, constituée par suffixation de –ny au lexème radical sasy, et  qu’on  retrouve dans une expression comme be sasiny litt. «  Qui a beaucoup de préambule », qui s’applique, par exemple, à un orateur qui s’attarde exagérément sur les « préliminaires » avant d’entrer dans le vif du sujet.

## L'ombeolahy
C'est un genre spécialisé à vocation structuro-fonctionnelle. Rainihifina en donne une description plus que sommaire. Par ailleurs, la revue Vako-drazana, dirigée par Ratongavao, donne sans commentaire un texte ombeolahy qui constitue de toute évidence une autre version de celui cité par Rainihifina. En ce qui concerne la dénomination-même du «  genre », aucun des deux ouvrages ne tente d’en donner une explication, contrairement à une tendance assez constante chez les auditeurs betsileo. Il convient du reste, de constater que ce n’est pas chose facile, car le mot ne semble plus utilisé aujourd’hui. Ombeolahy se traduirait par « sachez contenir votre douleur, ô amis » ; ceci paraît effectivement confirmé par les termes de  nos textes. Mais certaines considérations grammaticales incitent à garder certaines réserves.
L’ombeolahy est « un isa de condoléances » (isa fampiononana) nous dit Rainihifina ; « on l’exécute quelquefois avant les isan’andravana (isa de fiandravanana), et quelquefois en guise de conclusion à ceux-ci ». Du texte de la revue Vako-drazana, Andrianarahinjaka dit qu’il a été « exécuté dans le dessein de consoler ceux qui sont frappés par le malheur »

## Le balahazo
On le classe parmi les « isa ludiques ». Mais il est assez difficile à situer, pour des raisons différentes d’ailleurs. Le terme balahazo désigne au propre un jeu de lutte et paraît être un doublet archaïque du terme kalambato dénommant le même jeu dans sa forme « moderne ». Le même mot balahazo désigne ainsi et le jeu et l’isa qui l'accompagne d’habitude qu'on appelle aussi isam-balahazo. Pour ce qui est du « jeu » proprement dit, Dubois en a donné une description détaillée sous la rubrique « jeu d’ensemble, concours, luttes » dans son ouvrage, « à cause, déclare-t-il, de son importance et de sa solennité ». Mais le même auteur notait déjà que « les jeunes gens pratiquent actuellement un kalambato mitigé où ils cherchent à rivaliser d’adresse et de force ». Le balahazo, comme pratique, ayant quasiment disparu, ou tout au moins fortement dégradé, on s’explique que le genre littéraire qui y était associé soit pratiquement tombé en désuétude.

## Le ndinaka
Concernant le ndinaka, connu surtout dans la région d’Ambalavao Tsienimparihy. Il s’agit d’un chant assez rudimentaire que pratiquent les jeunes gens, à titre de plaisanterie, pour se défier en paroles sans ordinairement jamais en arriver aux coups ni à une lutte physique ouverte. On pourrait émettre l’hypothèse que le ndinaka constitue une sorte de « kitole pour adolescents avancés ou jeunes gens ». C’est un genre faisant essentiellement appel à l’improvisation.

## Le diamboko
Le diamboko fait partie de la catégorie « isa funèbres » . Seul, semble-t-il, Ranaivozanany mentionne ce genre ; l’auteur en donne une description sommaire, précise le rôle que la tradition lui attribue et cite, en guise d’illustration, un exemple de texte diamboko. 
Tout d’abord, en ce qui concerne l’aspect terminologique : le mot diamboko n’est pas tout à fait inconnu ; cependant il semble présenter des significations fort diverses. C’est ainsi que le Firaketana cite deux termes, diamboko : serait un terme sakalava et désigne « une danse sakalava accompagnée de gestes des bras » ; le second terme, qui présente une variante diambokovoko, est cité comme étant du Betsileo et désigne le « jeu de vokovoko ». Il semblerait qu’une confusion se soit produite dans l’esprit du rédacteur de l’article Diamboko  du Firaketana ; il existe bien un jeu appelé vokovoko litt. « Croix », d’ailleurs plus guère pratiqué de nos jours, et du nom duquel aurait pu être formé le terme diambokovoko ; mais les renseignements que nous avons pu recueillir n’ont jamais établi que le jeu « vokovoko » se pratiquât à l’occasion des veillées funèbres ». Il en résulte que le genre diamboko n’a rien à voir avec le jeu de vokovoko ; par contre, on pourrait supposer un rapport entre le genre Betsileo et la « danse » sakalava.
La définition du diamboko sakalava semble ne pas exclure l’existence, à côté de l’aspect chorégraphique, d’une composante verbale chantée, laquelle donnerait lieu à un genre littéraire caractérisé. Et si l’on songe que, Ranaivozanany, a travaillé surtout dans l’Isandra, limitrophe avec le territoire sakalava, on peut ainsi émettre l’hypothèse qu’il a pu exister un genre littéraire dont l’aire s’étendait dans la zone occidentale, englobant le pays sakalava et l’ouest Betsileo. Ce serait là, d’ailleurs, un fait qui n’a rien d’exceptionnel. Le diamboko serait ainsi une forme d’expression apparentée avec le diamboko sakalava mais ayant probablement subit une réévaluation en fonction des données culturelles propres au Betsileo.

## Le kianakisa
Kianakisa et isa proprement dits sont discriminés par l’opposition catégorielle adultes/non-adultes au niveau des exécutants. Les kianakisa sont des isa exécutés par des non-adultes, autrement dit par les enfants de tout âge. Le terme kianakisa (ki-anak (a) –isa) peut se traduire littéralement par « petite catégorie(ou enfants) d'isa ».
En certaines crconstances, ce genre est aussi appelé fitataovola, kitaridaolao, kitole. Cependant, s’il  ne ressort que les genres évoqués ci-dessus, la dénomination de kianakisa demeure en tout état de cause, applicable à tout « isa d’enfants ».
Il semble bien que les kianakisa considérées à l’intérieur du système betsileo ont avant tout une vocation essentiellement pédagogique. Ils se justifient par les nécessités d’un apprentissage de l’art des isa et de l’expression littéraire en général, sans qu’on doive exclure pour autant l’existence d’autres rôles, outre celui relatif à ce que l’on peut appeler la pédagogie de la transition  littéraire.

## Le fitataovola
Ranaivozanany en fait une description sommaire sans citer, comme il en a cependant l’habitude, aucune « œuvre » relevant de ce genre. On peut penser que le terme peut s’analyser comme suit : fi-tatao+ vola (na), litt. « Entassement (ou enchères) de paroles ».
C’est naturellement un genre chanté ; il est exécuté habituellement par les enfants et adolescents de tous sexes pendant leurs moments de loisir, qui constituent des moments de jeux.

## Le kitole
C’est, pourrait-on dire, véritablement l’enfance de la littérature. Le kitole est un jeu d’enfant, que Rainivozanany présente ainsi : « Il s’agit d’une chansonnette pratiquée habituellement par les petits garçons. Ils se frappent la trachée-artère avec le pouce et entament leur cri de défi auquel répondent ceux d’en face.
Étant donné le caractère rudimentaire de ce genre, on peut se demander s’il relève du domaine littéraire. Il mérite cependant à notre avis, de retenir l’attention dans la mesure où il constitue précisément une forme rudimentaire, en quelque sorte les premiers balbutiements, de la littérature chantée orale.